# Västra Bodarna
Västra Bodarna est une localité de Suède située dans la commune d'Alingsås du comté de Västra Götaland. Elle couvre une superficie de 2,05 km2. En 2010, elle compte 1 059 habitants.